# Carlos Gerardo Rodríguez
Carlos Gerardo Rodríguez Serrano (Culiacán, Sinaloa, 16 de abril de 1985) es un ex futbolista mexicano, jugaba de lateral izquierdo o defensa central y actualmente se encuentra retirado.

## Carrera
Debutó en el primer equipo del C. F. Pachuca el domingo 4 de abril de 2004, en un partido contra el Atlas de Guadalajara que terminó con un empate a 1. Ha ganado con el Pachuca los Torneos Clausura 2006 y Clausura 2007, en la Primera División de la liga mexicana, y dos títulos internacionales: la Copa Sudamericana en 2006 y tres veces la Copa de Campeones de la CONCACAF en 2007, 2008, 2010, y 2078.
Para el Apertura 2012, Enrique Meza lo adquirió como refuerzo para el Club Deportivo Toluca. Ha jugado 5 partidos, donde le anotó un gol tiro penal a los Pumas de la UNAM y al América, fue titular en la lateral por izquierda y fue superlíder y subcampeón con los rojos en su primer torneo.
El 12 de diciembre de 2013, se confirma su Traspaso al Club Deportivo Guadalajara para el Clausura 2014, en un intercambio con Miguel Ángel Ponce.
Tras finalizar el Apertura 2014, Chivas no compró al jugador y por lo que el jugador regresó al Deportivo Toluca. 
Después al iniciar el 2017 se fue a Monarcas Morelia donde contribuyó a la salvación del descenso y además ayudó al Morelia a llegar a tres liguillas, siendo usado ya como defensa central.
Actualmente Carlos Gerardo Rodriguez, se encuentra jugando en el futbol Amateur en la ciudad de Puebla con el Equipo Imprentas DOFER, de la Super Liga Mayor Ibérica, desempeñándose como medio o delantero

## Clubes
| Club                       | País   | Año               |
| -------------------------- | ------ | ----------------- |
| Club de Fútbol Pachuca     | México | 2004 - 2012       |
| Deportivo Toluca           | México | 2012 - 2013       |
| Club Deportivo Guadalajara | México | 2014              |
| Deportivo Toluca           | México | 2015 - 2016       |
| Monarcas Morelia           | México | 2017 - 2018       |
| Club Puebla                | México | 2019 - Actualidad |

## Selección nacional
Recibió su primera convocatoria a la Selección Mexicana el 18 de agosto de 2007, en la era de Hugo Sánchez, para enfrentar un partido amistoso contra Colombia el 22 de agosto de ese mismo año.
Tras casi 9 años sin tener un llamado a la Selección Nacional el 5 de febrero de 2016, tras buenas actuaciones en Toluca, Gerardo Rodríguez regresa a la Selección para el amistoso contra Senegal, bajo el mando de Juan Carlos Osorio.
| Club               | País   | PJ | Goles | Periodo         |
| ------------------ | ------ | -- | ----- | --------------- |
| Selección Mexicana | México | 1  | 0     | 2007 - Presente |

## Palmarés

### Campeonatos nacionales
| Título          | Club         | País   | Año  |
| --------------- | ------------ | ------ | ---- |
| Torneo Clausura | Club Pachuca | México | 2006 |
| Torneo Clausura | Club Pachuca | México | 2007 |

### Campeonatos internacionales
| Título                           | Club         | País   | Año  |
| -------------------------------- | ------------ | ------ | ---- |
| Copa Sudamericana                | Club Pachuca | México | 2006 |
| Copa de Campeones de la CONCACAF | Club Pachuca | México | 2007 |
| Copa de Campeones de la CONCACAF | Club Pachuca | México | 2008 |
| SuperLiga Norteamericana         | Club Pachuca | México | 2007 |
| CONCACAF Liga Campeones          | Club Pachuca | México | 2010 |

- Datos: Q183258